# Discografia di George Strait
Questa voce contiene la discografia di George Strait, cantautore statunitense.
In attività dal 1981, negli anni ha pubblicato 52 album tra cui 29 in studio, 12 raccolte ufficiali e 3 live; ha anche pubblicato 7 album natalizi.

## Album in studio

### 1981–1990
| Anno | Titolo                               | Massima posizione in classifica | Massima posizione in classifica | Certificazione                                               |  |
| ---- | ------------------------------------ | ------------------------------- | ------------------------------- | ------------------------------------------------------------ |  |
| Anno | Titolo                               | US Country                      | US                              | Certificazione                                               |  |
| 1981 | Strait Country                       | 26                              | —                               | - Stati Uniti: disco di platino                              |  |
| 1982 | Strait from the Heart                | 18                              | —                               | - Stati Uniti: disco di platino                              |  |
| 1983 | Right or Wrong                       | 1                               | 163                             | - Stati Uniti: disco di platino                              |  |
| 1984 | Does Fort Worth Ever Cross Your Mind | 1                               | 150                             | - Stati Uniti: disco di platino                              |  |
| 1985 | Something Special                    | 1                               | —                               | - Stati Uniti: disco di platino                              |  |
| 1986 | #7                                   | 1                               | 127                             | - Stati Uniti: disco di platino                              |  |
| 1987 | Ocean Front Property                 | 1                               | 117                             | - Stati Uniti: doppio disco di platino - Canada: disco d'oro |  |
| 1988 | If You Ain't Lovin' You Ain't Livin' | 1                               | 87                              | - Stati Uniti: disco di platino - Canada: disco d'oro        |  |
| 1989 | Beyond the Blue Neon                 | 1                               | 92                              | - Stati Uniti: disco di platino - Canada: disco d'oro        |  |
| 1990 | Livin' It Up                         | 1                               | 35                              | - Stati Uniti: disco di platino                              |  |

### 1991–2000
| Anno | Titolo                     | Massima posizione in classifica | Massima posizione in classifica | Massima posizione in classifica | Massima posizione in classifica | Massima posizione in classifica | Certificazione                                               |
| Anno | Titolo                     | US Country                      | US                              | AUS                             | CAN Country                     | CAN                             | Certificazione                                               |
| ---- | -------------------------- | ------------------------------- | ------------------------------- | ------------------------------- | ------------------------------- | ------------------------------- | ------------------------------------------------------------ |
| 1991 | Chill of an Early Fall     | 4                               | 45                              | —                               | —                               | —                               | - Stati Uniti: disco di platino                              |
| 1992 | Holding My Own             | 5                               | 33                              | —                               | 17                              | —                               | - Stati Uniti: disco di platino                              |
| 1993 | Easy Come, Easy Go         | 2                               | 5                               | —                               | 2                               | —                               | - Stati Uniti: doppio disco di platino - Canada: disco d'oro |
| 1994 | Lead On                    | 1                               | 26                              | —                               | 3                               | —                               | - Stati Uniti: doppio disco di platino                       |
| 1996 | Blue Clear Sky             | 1                               | 7                               | —                               | 3                               | 49                              | - Stati Uniti: triplo disco di platino - Canada: disco d'oro |
| 1997 | Carrying Your Love with Me | 1                               | 1                               | 45                              | 1                               | 28                              | - Stati Uniti: triplo disco di platino - Canada: disco d'oro |
| 1998 | One Step at a Time         | 1                               | 2                               | —                               | 3                               | 23                              | - Stati Uniti: doppio disco di platino - Canada: disco d'oro |
| 1999 | Always Never the Same      | 2                               | 6                               | —                               | 2                               | 73                              | - Stati Uniti: disco di platino - Canada: disco d'oro        |
| 2000 | George Strait              | 1                               | 7                               | —                               | 8                               | —                               | - Canada: disco d'oro                                        |

### 2001–2010
| Album details | Title                   | Massima posizione in classifica | Massima posizione in classifica | Massima posizione in classifica | Massima posizione in classifica | Certificazione                  |
| Album details | Title                   | US Country                      | US                              | AUS                             | CAN                             | Certificazione                  |
| ------------- | ----------------------- | ------------------------------- | ------------------------------- | ------------------------------- | ------------------------------- | ------------------------------- |
| 2001          | The Road Less Traveled  | 1                               | 9                               | —                               | —                               | - Stati Uniti: disco di platino |
| 2003          | Honkytonkville          | 1                               | 5                               | 95                              | —                               | - Stati Uniti: disco di platino |
| 2005          | Somewhere Down in Texas | 1                               | 1                               | —                               | —                               | - Stati Uniti: disco di platino |
| 2006          | It Just Comes Natural   | 1                               | 3                               | —                               | —                               | - Stati Uniti: disco di platino |
| 2008          | Troubadour              | 1                               | 1                               | —                               | 13                              | - Stati Uniti: disco di platino |
| 2009          | Twang                   | 1                               | 1                               | —                               | 4                               | - Stati Uniti: disco d'oro      |

### 2011–oggi
| Anno | Titolo                  | Massima posizione in classifica | Massima posizione in classifica | Massima posizione in classifica | Massima posizione in classifica | Certificazione             |
| Anno | Titolo                  | US Country                      | US                              | AUS                             | CAN                             | Certificazione             |
| ---- | ----------------------- | ------------------------------- | ------------------------------- | ------------------------------- | ------------------------------- | -------------------------- |
| 2011 | Here for a Good Time    | 1                               | 3                               | —                               | 12                              | - Stati Uniti: disco d'oro |
| 2013 | Love Is Everything      | 1                               | 2                               | 86                              | 8                               | - Stati Uniti: disco d'oro |
| 2015 | Cold Beer Conversation  | 1                               | 4                               | 74                              | 15                              |                            |
| 2019 | Honky Tonk Time Machine | 1                               | 4                               | 80                              | 93                              |                            |

## Raccolte

### 1981–2000
| Anno | Titolo                         | Massima posizione in classifica | Massima posizione in classifica | Massima posizione in classifica | Certificazione                                                  |
| Anno | Titolo                         | US Country                      | US                              | CAN Country                     | Certificazione                                                  |
| ---- | ------------------------------ | ------------------------------- | ------------------------------- | ------------------------------- | --------------------------------------------------------------- |
| 1985 | Greatest Hits                  | 4                               | 157                             | —                               | - Stati Uniti: quadruplo disco di platino - Canada: disco d'oro |
| 1987 | Greatest Hits Volume Two       | 1                               | 68                              | —                               | - Stati Uniti: triplo disco di platino                          |
| 1991 | Ten Strait Hits                | 7                               | 46                              | 14                              | - Stati Uniti: disco di platino                                 |
| 1995 | Strait Out of the Box          | 9                               | 43                              | 7                               | - Stati Uniti: otto volte disco di platino                      |
| 2000 | Latest Greatest Straitest Hits | 1                               | 2                               | 5                               | - Stati Uniti: doppio disco di platino - Canada: disco d'oro    |

### 2001–oggi
| Anno | Titolo                                                                      | Massima posizione in classifica | Massima posizione in classifica | Massima posizione in classifica | Certificazione                                                         |
| Anno | Titolo                                                                      | US Country                      | US                              | CAN                             | Certificazione                                                         |
| ---- | --------------------------------------------------------------------------- | ------------------------------- | ------------------------------- | ------------------------------- | ---------------------------------------------------------------------- |
| 2002 | 20th Century Masters – The Millennium Collection: The Best of George Strait | 8                               | 76                              | —                               | - Stati Uniti: disco di platino                                        |
| 2004 | 50 Number Ones                                                              | 1                               | 1                               | 8                               | - Stati Uniti: sette volte disco di platino - Canada: disco di platino |
| 2007 | 22 More Hits                                                                | 4                               | 13                              | —                               | - Stati Uniti: disco d'oro                                             |
| 2011 | Icon                                                                        | 14                              | 62                              | 80                              | - Canada: disco d'oro                                                  |
| 2011 | Icon 2                                                                      | 16                              | 135                             | —                               |                                                                        |
| 2013 | Sixty Number Ones                                                           | 54                              | —                               | —                               |                                                                        |
| 2016 | Strait Out of the Box: Part 2                                               | 3                               | 20                              | —                               |                                                                        |

## Album dal vivo
| Anno | Titolo                                                   | Massima posizione in classifica | Massima posizione in classifica | Massima posizione in classifica | Certificazione             |
| Anno | Titolo                                                   | US Country                      | US                              | CAN                             | Certificazione             |
| ---- | -------------------------------------------------------- | ------------------------------- | ------------------------------- | ------------------------------- | -------------------------- |
| 2003 | For the Last Time: Live from the Astrodome               | 2                               | 7                               | —                               | - Stati Uniti: disco d'oro |
| 2007 | Live at Texas Stadium (con Alan Jackson e Jimmy Buffett) | 4                               | 11                              | —                               |                            |
| 2014 | The Cowboy Rides Away: Live from AT&T Stadium            | 2                               | 4                               | 16                              |                            |

## Album natalizi
| Anno | Titolo                                         | Massima posizione in classifica | Massima posizione in classifica | Massima posizione in classifica | Certificazione                         |
| Anno | Titolo                                         | US Country                      | US                              | CAN                             | Certificazione                         |
| ---- | ---------------------------------------------- | ------------------------------- | ------------------------------- | ------------------------------- | -------------------------------------- |
| 1986 | Merry Christmas Strait to You!                 | 17                              | —                               | —                               | - Stati Uniti: doppio disco di platino |
| 1999 | Merry Christmas Wherever You Are               | 10                              | 78                              | —                               | - Stati Uniti: disco d'oro             |
| 2003 | 20th Century Masters: The Christmas Collection | 60                              | —                               | 93                              |                                        |
| 2006 | Fresh Cut Christmas                            | —                               | —                               | —                               | - Stati Uniti: disco di platino        |
| 2008 | Classic Christmas                              | 16                              | 90                              | —                               |                                        |
| 2011 | Christmas Time: 15 Holiday Favorites           | 62                              | —                               | —                               |                                        |
| 2016 | Strait for the Holidays                        | 11                              | 138                             | —                               |                                        |

## Colonne sonore
| Anno | Titolo       | Massima posizione in classifica | Massima posizione in classifica | Massima posizione in classifica | Massima posizione in classifica | Certificazione                                                       |
| Anno | Titolo       | US Country                      | US                              | CAN Country                     | CAN                             | Certificazione                                                       |
| ---- | ------------ | ------------------------------- | ------------------------------- | ------------------------------- | ------------------------------- | -------------------------------------------------------------------- |
| 1992 | Pure Country | 1                               | 6                               | 1                               | 32                              | - Stati Uniti: sei volte disco di platino - Canada: disco di platino |